# Sergej Gorodetski

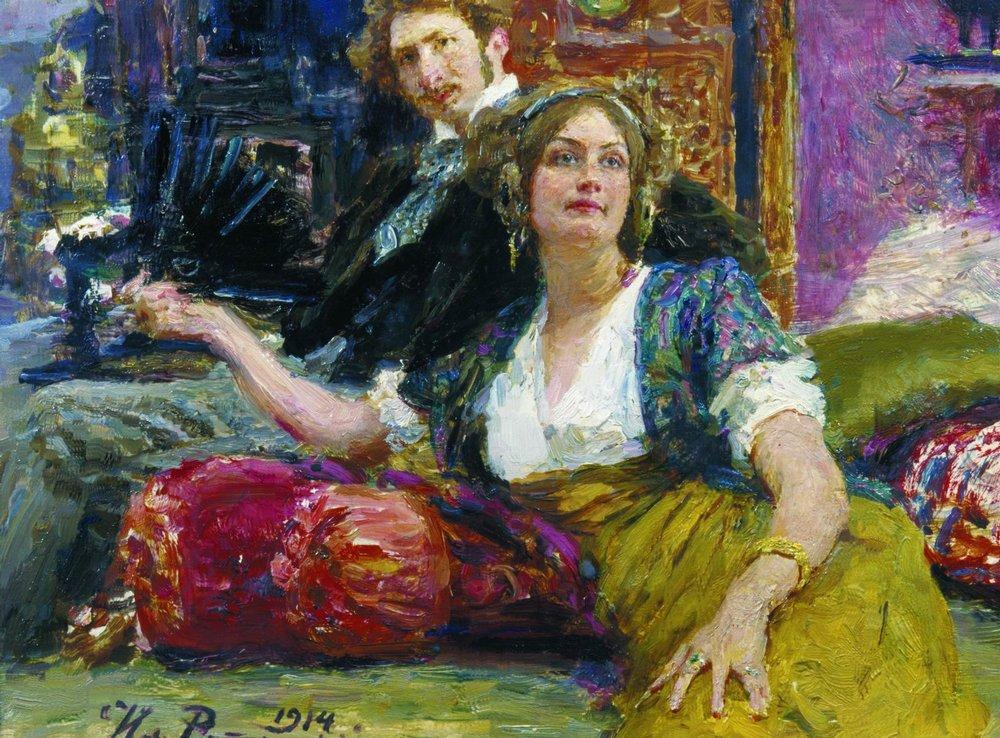
Sergej Gorodetsky en zijn vrouw. Schilderij van Ilja Repin (1914)

Sergej Mitrofanovitsj Gorodetski (Russisch: Сергей Митрофанович Городецкий) (Sint-Petersburg, 17 januari [O.S. 5 januari] 1884 - Obninsk (oblast Kaloega), 8 juni 1967) was een Russisch dichter uit Sint-Petersburg.

## Leven en werk
Sergej Gorodetski heeft samen met Aleksandr Blok geschiedenis en taal- en letterkunde gestudeerd aan de Universiteit van Sint Petersburg. Hij voelde zich aanvankelijk aangetrokken tot het symbolisme, maar keerde zich daar later van af. Hij was, samen met Nikolaj Goemiljov, de oprichter van het Dichtersgilde (Цех поэтов), een beweging in de Russische dichtkunst die in 1910 ontstond. De beweging werd later acmeïsme genoemd. Het acmeïsme zette zich af tegen het symbolisme en streefde naar een heldere uitdrukkingswijze door middel van beelden. Tot de groep der acmeïsten behoorden ook Osip Mandelstam en Anna Achmatova. Gorodetski heeft - anders dan veel van zijn collega-dichters - de stalinistische zuiveringen overleefd.
- Bibsys: 90257497
- CiNii: DA04273796
- Gemeinsame Normdatei: 118950436
- International Standard Name Identifier: 0000 0001 0947 4227
- Library of Congress Control Number: n83007001
- Nationale Bibliotheek van Letland: 000247493
- MusicBrainz: db885ec9-bf84-4487-beae-e8adb9b75254
- Nationale Bibliotheek van Tsjechië: jo20000080717
- Nationale bibliotheek van Australië: 35937441
- Nationale Bibliotheek van Israël: 987007284369305171
- Nederlandse Thesaurus van Auteursnamen: 070939446
- Russische Staatsbibliotheek: 000083159
- Système universitaire de documentation: 081355629
- Virtual International Authority File: 811528
- WorldCat: E39PBJbGQmRTPDBRrRCtrGRkDq